# Денисовка (Крым)

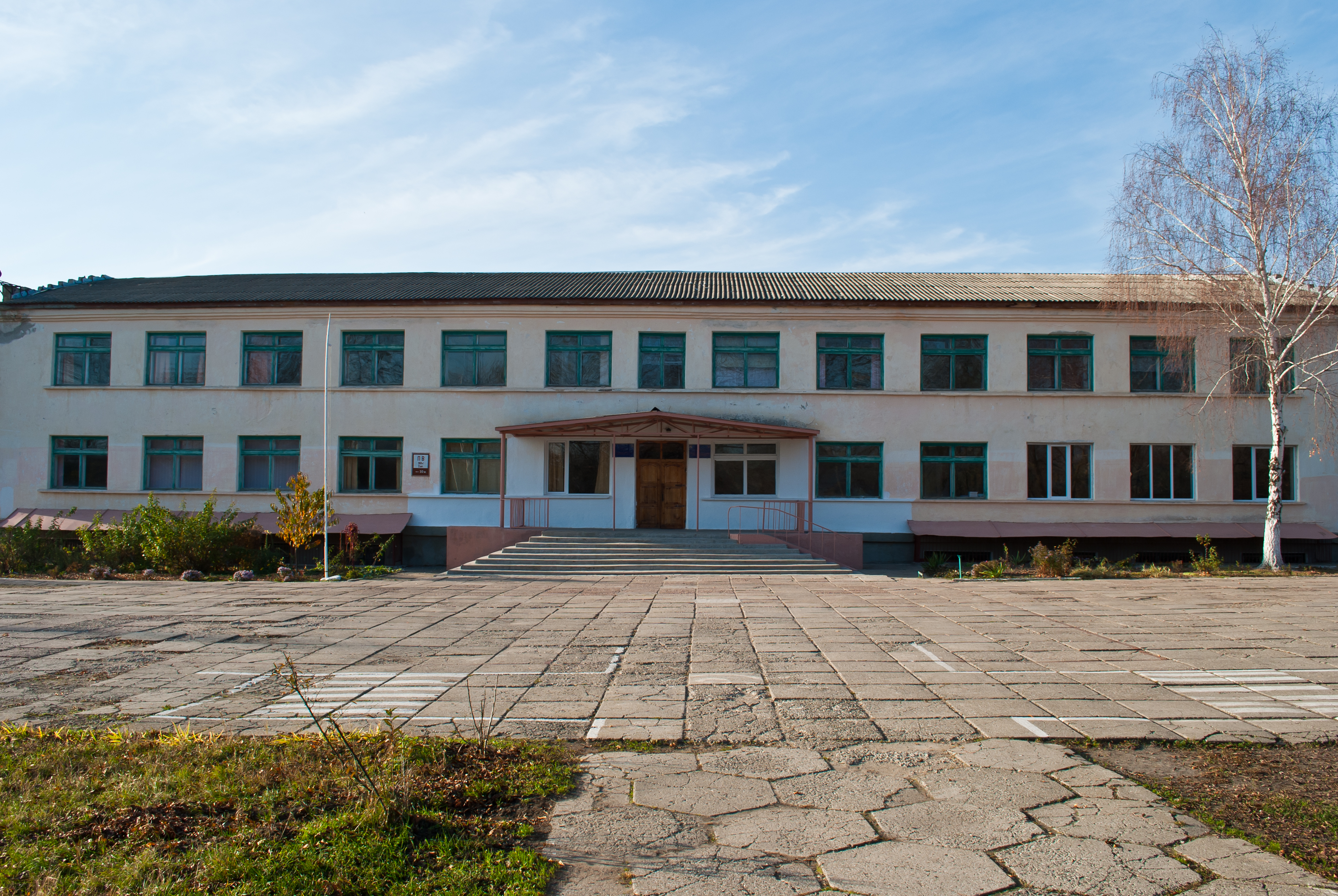
Денисовская средняя школа

Дени́совка (до 1948 года Суи́н-Аджи́; укр. Денисівка, крымскотат. Suin Acı, Суин Аджы) — село в Симферопольском районе Республики Крым, входит в состав Трудовского сельского поселения (согласно административно-территориальному делению Украины — Трудовского сельского совета Автономной Республики Крым).

## Население
| 2001 | 2014 |
| ---- | ---- |
| 1000 | ↘972 |

Всеукраинская перепись 2001 года показала следующее распределение по носителям языка
| Язык             | Процент |
| ---------------- | ------- |
| русский          | 75,8    |
| крымскотатарский | 16      |
| украинский       | 7,8     |
| другие           | 0,2     |

### Динамика численности
| - 1805 год — 135 чел. - 1864 год — 6 чел. - 1889 год — 48 чел. - 1892 год — 17 чел. - 1902 год — 66 чел. - 1915 год — 0/27 чел. - 1926 год — 120 чел. | - 1939 год — 298 чел. - 1974 год — 886 чел. - 1989 год — 1465 чел. - 2001 год — 1000 чел. - 2009 год — 1081 чел. - 2014 год — 972 чел. |

## Современное состояние
В Денисовке 12 улиц и 2 переулка, площадь, занимаемая селом, 114,2 гектара, на которой в 400 дворах, по данным сельсовета на 2009 год, числился 1081 житель. В селе действует муниципальное бюджетное общеобразовательное учреждение
«Денисовская школа». Работает магазин № 72 КОРТП Крымпотребсоюза, известна «Денисовская страусиная ферма».

## География
Село Денисовка расположено в центре района, в 13 километрах к востоку от центра Симферополя, в долине Малого Салгира, правого притока Салгира. Денисовка находится в пределах северных отрогов Внутренней гряды Крымских гор, высота центра села над уровнем моря 369 м. Соседние сёла: Строгановка — в 1,5 километрах западнее, выше по долине, Ивановка в 1 км севернее и в 3,5 км к юго-западу — Пионерское. Транспортное сообщение осуществляется по региональной автодороге 35-Н-524 Симферополь — Ивановка (по украинской классификации С-0-11330).

## История
Первое документальное упоминание села встречается в Камеральном Описании Крыма… 1784 года, судя по которому, в последний период Крымского ханства Гусеин Гаджи входил в Салгирский кадылык Акмечетского каймаканства. После присоединения Крыма к России (8) 19 апреля 1783 года, (8) 19 февраля 1784 года, именным указом Екатерины II сенату, на территории бывшего Крымского Ханства была образована Таврическая область и деревня была приписана к Симферопольскому уезду. После Павловских реформ, с 1796 по 1802 год, входила в Акмечетский уезд Новороссийской губернии. По новому административному делению, после создания 8 (20) октября 1802 года Таврической губернии, Суин-Аджи был включён в состав Эскиординскои волости Симферопольского уезда.
По Ведомости о всех селениях в Симферопольском уезде состоящих с показанием в которой волости сколько числом дворов и душ… от 9 октября 1805 года, в деревне Усеин-Аджи числилось 19 дворов, 125 крымских татар и 10 цыган. На военно-топографической карте генерал-майора Мухина 1817 года обозначена Суинадже с 20 дворами. После реформы волостного деления 1829 года Суин-Аджи, согласно «Ведомости о казённых волостях Таврической губернии 1829 года», остался в составе преобразованной Эскиординской волости. На карте 1836 года в деревне 17 дворов. Затем, видимо, вследствие эмиграции крымских татар в Турцию, деревня опустела и на карте 1842 года Суин-Аджи обозначен условным знаком «малая деревня», то есть, менее 5 дворов.
В 1860-х годах, после земской реформы Александра II, деревню приписали к Сарабузской волости. В «Списке населённых мест Таврической губернии по сведениям 1864 года», составленном по результатам VIII ревизии 1864 года, Суин-Аджи — владельческая татарая деревня с 1 двором, 6 жителями и мечетью при речкѣ Маломъ Салгирѣ, а на трёхверстовой карте 1865—1876 года в деревне уже 5 дворов. В «Памятной книге Таврической губернии 1889 года», по результатам Х ревизии 1887 года, записан Суин-Аджи с 7 дворами и 48 жителямим.
После земской реформы 1890-х годов деревню передали в состав новой Подгородне-Петровской волости. На 1890 год деревня прадставляла собой экономию Кесслеров с 9 дворами, населённую выходцами из Курской губернии. По «…Памятной книжке Таврической губернии на 1892 год» в деревне Суин-Аджи, входившей Подгородне-Петровское сельское общество, числилось 17 жителей в 3 домохозяйствах. На подробной карте 1892 года в деревне 10 дворов с русским населением. По «…Памятной книжке Таврической губернии на 1902 год» в деревне Суин-Аджи, входившей в Подгородне-Петровское сельское общество, числилось 66 жителей в 10 домохозяйствах. По Статистическому справочнику Таврической губернии. Ч.II-я. Статистический очерк, выпуск шестой Симферопольский уезд, 1915 год, в деревне и экономии Елены Эдуардовны Кесслер Суин-Аджи Подгородне-Петровской волости Симферопольского уезда, числилось 7 дворов с татарским населением без приписных жителей, но с 27 — «посторонними», из которых 15 мужчин и 12 женщин. Жители владели 300 десятинами земли. В хозяйствах имелось 10 лошадей и 5 коров, наследницы профессора Карла Кесслера.
После установления в Крыму Советской власти, по постановлению Крымревкома от 8 января 1921 года была упразднена волостная система и село включили в состав вновь созданного Подгородне-Петровского района Симферопольского уезда, а в 1922 году уезды получили название округов. 11 октября 1923 года, согласно постановлению ВЦИК, в административное деление Крымской АССР были внесены изменения, в результате которых был ликвидирован Подгородне-Петровский район и образован Симферопольский и село включили в его состав. Согласно Списку населённых пунктов Крымской АССР по Всесоюзной переписи 17 декабря 1926 года, в селе Ени-Даир (Суин-Аджи), Мазанского сельсовета Симферопольского района, числилось 29 дворов, из них 27 крестьянских, население составляло 120 человек, из них 106 крымскх татар, 8 русских, 2 украинца, 3 грека, 1 эстонец. Позже, на базе прежней экономии, был образован колхоз «Красное знамя». По данным всесоюзная перепись населения 1939 года в селе проживало 298 человек. В период оккупации Крыма, 13 и 14 декабря 1943 года, в ходе операций «7-го отдела главнокомандования» 17 армии вермахта против партизанских формирований, была проведена операция по заготовке продуктов с массированным применением военной силы, в результате которой село Суин-Аджи было сожжено и все жители вывезены в Дулаг 241.
В 1944 году, после освобождения Крыма от фашистов, 18 мая 1944 года, согласно Постановлению ГКО № 5859 от 11 мая 1944 года, жители села — крымские татары были депортированы в Среднюю Азию. 12 августа 1944 года было принято постановление № ГОКО-6372с «О переселении колхозников в районы Крыма» и в сентябре 1944 года в район приехали первые новосёлы (214 семей) из Винницкой области, а в начале 1950-х годов последовала вторая волна переселенцев из различных областей Украины. С 25 июня 1946 года Суин-Аджи в составе Крымской области РСФСР. 18 мая 1948 года указом Президиума Верховного Совета РСФСР Суин-Аджи переименовали в Денисовку в честь летчика-истребителя, капитана (позже — генерал-майор), Героя Советского Союза, Константина Денисова. 26 апреля 1954 года Крымская область была передана из состава РСФСР в состав УССР.
В 1958 году Денисовка была утверждена центром бывшего Строгановского сельсовета. Решением Крымоблисполкома от 8 сентября 1958 года № 834 в состав села включили соседнюю Новоивановку. Указом Президиума Верховного Совета УССР «Об укрупнении сельских районов Крымской области», от 30 декабря 1962 года Симферопольский район был упразднён и село присоединили к Бахчисарайскому. 1 января 1965 года, указом Президиума ВС УССР «О внесении изменений в административное районирование УССР — по Крымской области», вновь включили в состав Симферопольского. В 1975 году был образован Трудовский совет, в который включили село. По данным переписи 1989 года в селе проживало 1465 человек. С 12 февраля 1991 года село в восстановленной Крымской АССР, 26 февраля 1992 года переименованной в Автономную Республику Крым. С 21 марта 2014 года в составе Крыма аннексирована Россией.